# Продужеци (фудбал)
Продужеци (п.с.н. — после судијске надокнаде) у фудбалу значе додатно време за играње утакмице, ако је резултат нерешен после 90 минута игре. 
У већини спортова, продужеци се играју ако је потребно имати победника, на пример у куп такмичењима, где само једна екипа може ићи даље, за разлику од лига такмичења где игра свако са сваким. У САД нерешене утакмице нису омиљене, па се тамо користе продужеци у свакој утакмици.
У професионалном фудбалу продужеци се играју два пута по 15 минута. Уколико се утакмица и после продужетака заврши нерешено, приступа се извођењу једанаестераца. Као саставни део утакмице, продужеци су први пут играни 1898. у такмичењу за Куп Енглеске у фудбалу.).
Продужетке не треба мешати са судијском надокнадом времена, надокнадом времена коју одреди судија утакмице, која служи како би се надокнадило време које се изгубило у утакмици (због повреде, замене играча, задржавање времена).